# Ctenus andamanensis
Ctenus andamanensis är en spindelart som beskrevs av Gravely 1931. Ctenus andamanensis ingår i släktet Ctenus och familjen Ctenidae. Inga underarter finns listade i Catalogue of Life.